# Cha-ra-šo!
| Recensione | Giudizio |
| ---------- | -------- |
| Miamusic   | 8/10     |

Cha-ra-šo! (in russo Ха-ра-шо!?) è il primo album in studio della cantante ucraina Vjerka Serdjučka, pubblicato nel 2003 dalla Mama Music.

## Tracce
1. Abrikosy – 4:15 (Andrij Danylko)
2. Vsë budet chorošo – 3:54 (Andrij Danylko)
3. A ja tol'ko s moroza – 3:46 (Andrij Danylko)
4. Horilka – 2:53 (Andrij Danylko, Konstantin Meladze)
5. Hop-hop – 3:14 (Andrij Danylko)
6. Ljuta bdžilka – 3:53 (Andrij Danylko)
7. Pirožok – 3:42 (Andrij Danylko)
8. Ja roždena dlja ljubvi – 5:26 (Andrij Danylko)
9. Devočki – 5:06 (Andrij Danylko)
10. Ja ne ponjala – 3:48 (Andrij Danylko, Konstantin Meladze)
11. Ty uvolen – 4:54 (Andrij Danylko)
12. A metel' metët belaja... – 4:44 (Andrij Danylko)
13. A ja u haj chodyla... – 2:27 (Andrij Danylko)
14. Kontrolër – 3:42 (Andrij Danylko, Arkadij Harcman)
15. Po čut'-čut' – 4:23 (Andrij Danylko)

## Riconoscimenti
- 2004 – Premija Muz-TV – Album dell'anno[3]
- 2004 – Rekord" – Album dell'anno dell'artista straniero[4]